# 江古田駅

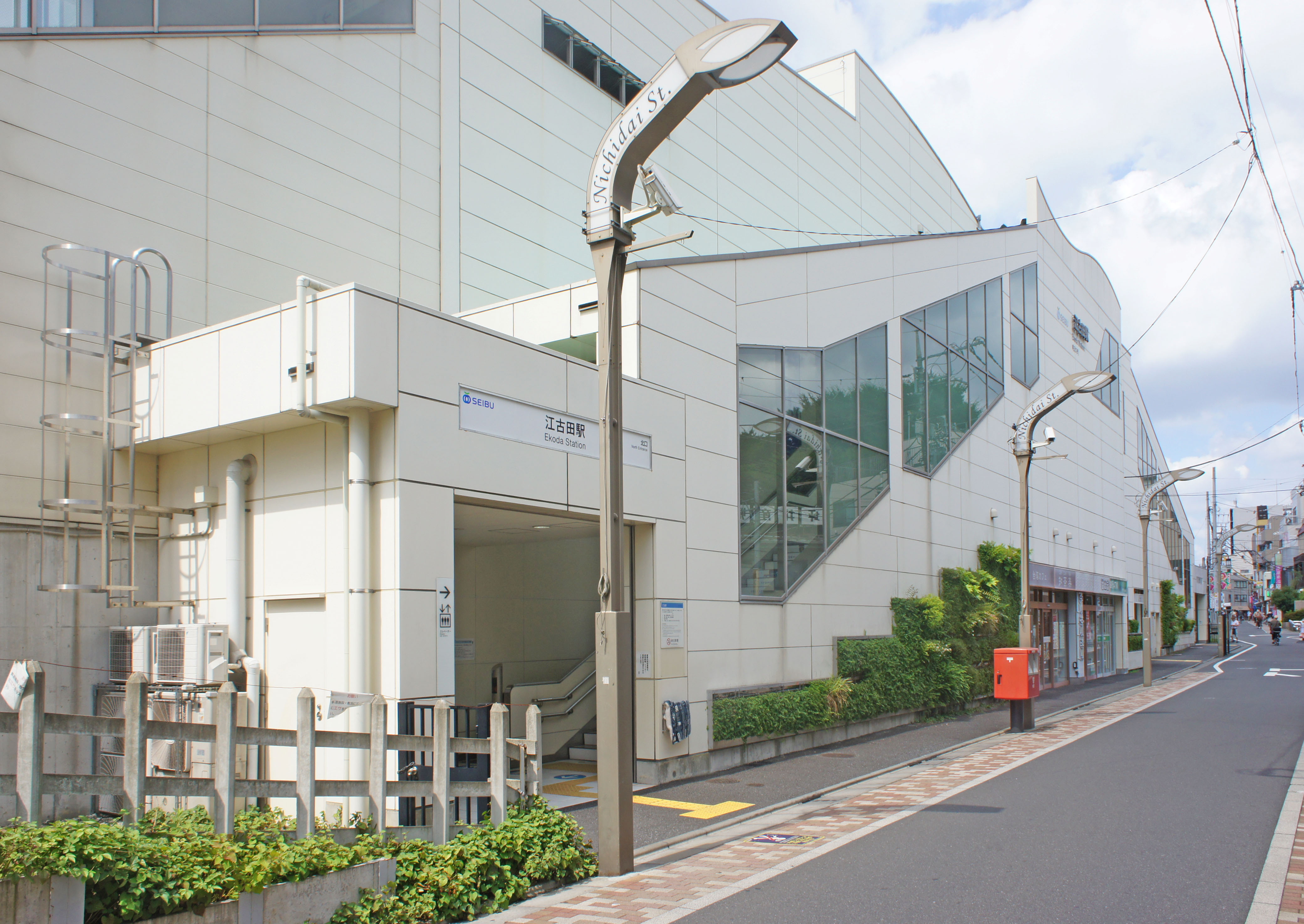
北口（2022年7月）

江古田駅（えこだえき）は、東京都練馬区旭丘一丁目にある、西武鉄道池袋線の駅である。駅番号はSI04。
練馬駅から分岐する豊島線の列車も利用可能である。 

## 歴史
- 1922年（大正11年）11月1日 - 旧制武蔵高等学校（現・武蔵大学、武蔵高等学校中学校）の設立に合わせて「武蔵高等学校用仮停留所」として開業した。これは、武蔵高等学校の創立者根津嘉一郎が、西武池袋線の前身である武蔵野鉄道の株主だったことによる（その後、武蔵野鉄道は箱根土地に買収される）。したがって、武蔵に通う生徒のための駅という性格を持ち、駅の場所も現在の稲荷神社辺りだったという。当初は朝・夕の通学時間帯にのみ停車した。
- 1923年（大正12年） - 本営業を開始し武蔵野鉄道江古田駅と改称。この際駅舎は東に移転した。
- 1946年（昭和21年） - 西武鉄道江古田駅（現駅名）と改称[注釈 1]。
- 1999年（平成11年）3月27日 - 開かずの踏切対策として、南北地下通路（歩行者・自転車）開通。
- 2008年（平成20年）6月14日 - ダイヤ改正により待避線使用中止。
- 2010年（平成22年）1月9日 - 橋上新駅舎の一部を供用開始[1]。
- 2011年（平成23年）度 - 駅周辺を含む整備完了。

## 駅構造
相対式ホーム2面2線を有する地上駅。改札口は橋上駅舎上に1か所ある。上下ホームへは階段とエレベーター・エスカレーター（昇降両方あり）で連絡する。トイレは改札内にあり、多機能トイレを併設する。
以前は島式ホーム1面2線であったが、輸送力増強と列車の長編成化のため1958年3月に池袋線初の急行待避駅として下り線側に1面2線を増設し、2面4線に拡張され、当駅で各駅停車が優等列車の待避を行うようになった。また、当時設定されていた東長崎行き電車が当駅まで延長され、新設の上り待避線へ直接入線し、折り返していた（なお当時の東長崎駅には待避線も引上げ線も無く下り本線→上り本線と転線し折り返していたため定時運行を妨げることが多かった）。
しかし、以下のような理由から東隣の東長崎駅に待避機能を移すこととなり、2008年6月14日のダイヤ改正時に外側の待避線を廃止した。
- 当駅での待避では優等列車のスピードアップを図れないため、ダイヤ編成上都合が悪い。
- 10両編成対応のためのホーム有効長延伸が困難。
- 駅舎改築と駅周辺再開発（後述）の支障になる。

### のりば
| ホーム | 路線           | 方向 | 行先                   |
| ------ | -------------- | ---- | ---------------------- |
| 1      | 池袋線・豊島線 | 下り | 所沢・飯能・豊島園方面 |
| 2      | 池袋線         | 上り | 東長崎・池袋方面       |

（出典：西武鉄道:駅構内図）
2008年6月13日までは、1・2番ホームが飯能方面、3・4番ホームが池袋方面だったが、先述の通り待避線を廃止したことで、2番ホームと3番ホームだけとなった。しばらくはこの番号だったが、改良工事の進捗により、2009年12月頃から現在の番号に改番された。

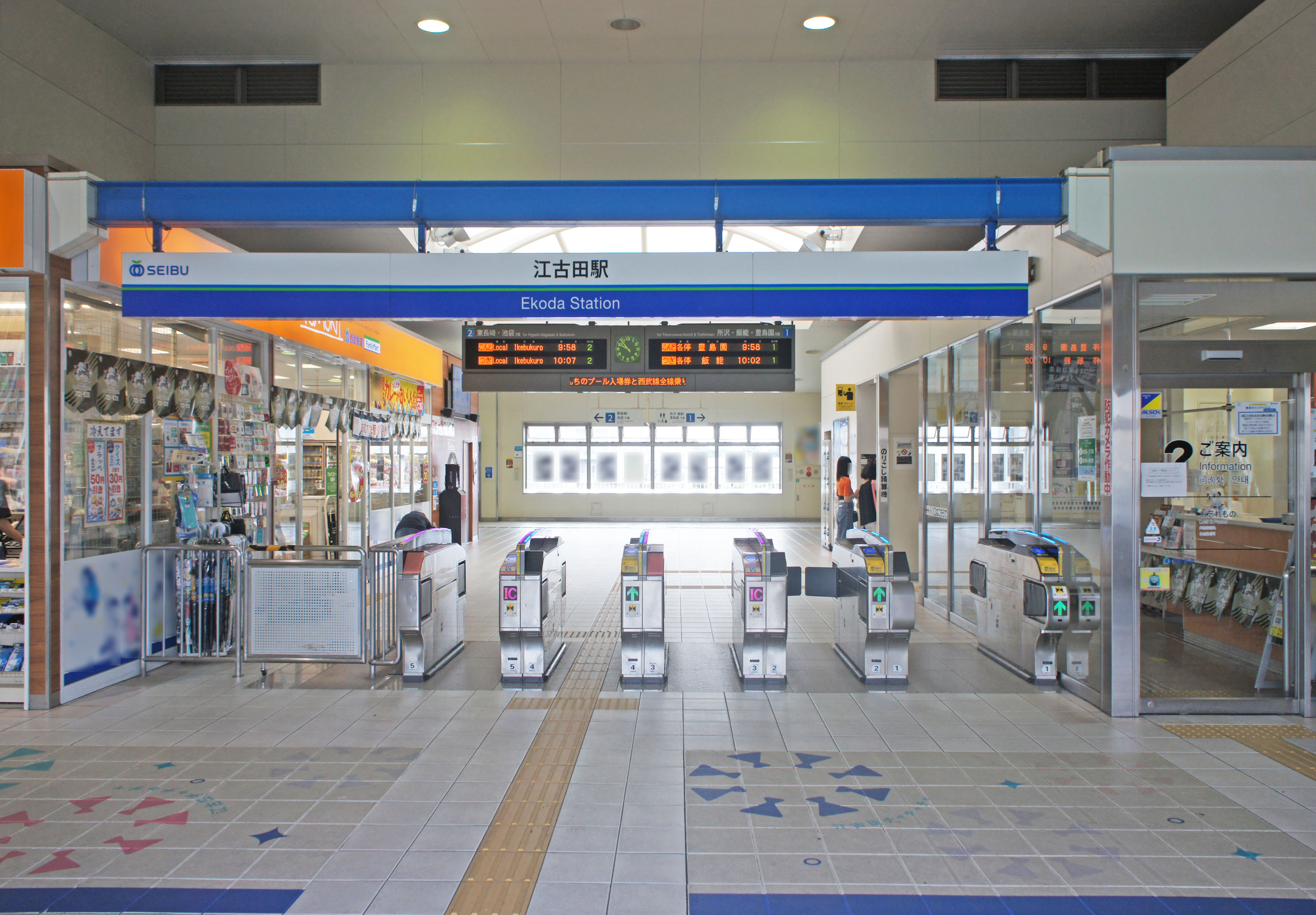
改札口（2022年7月）
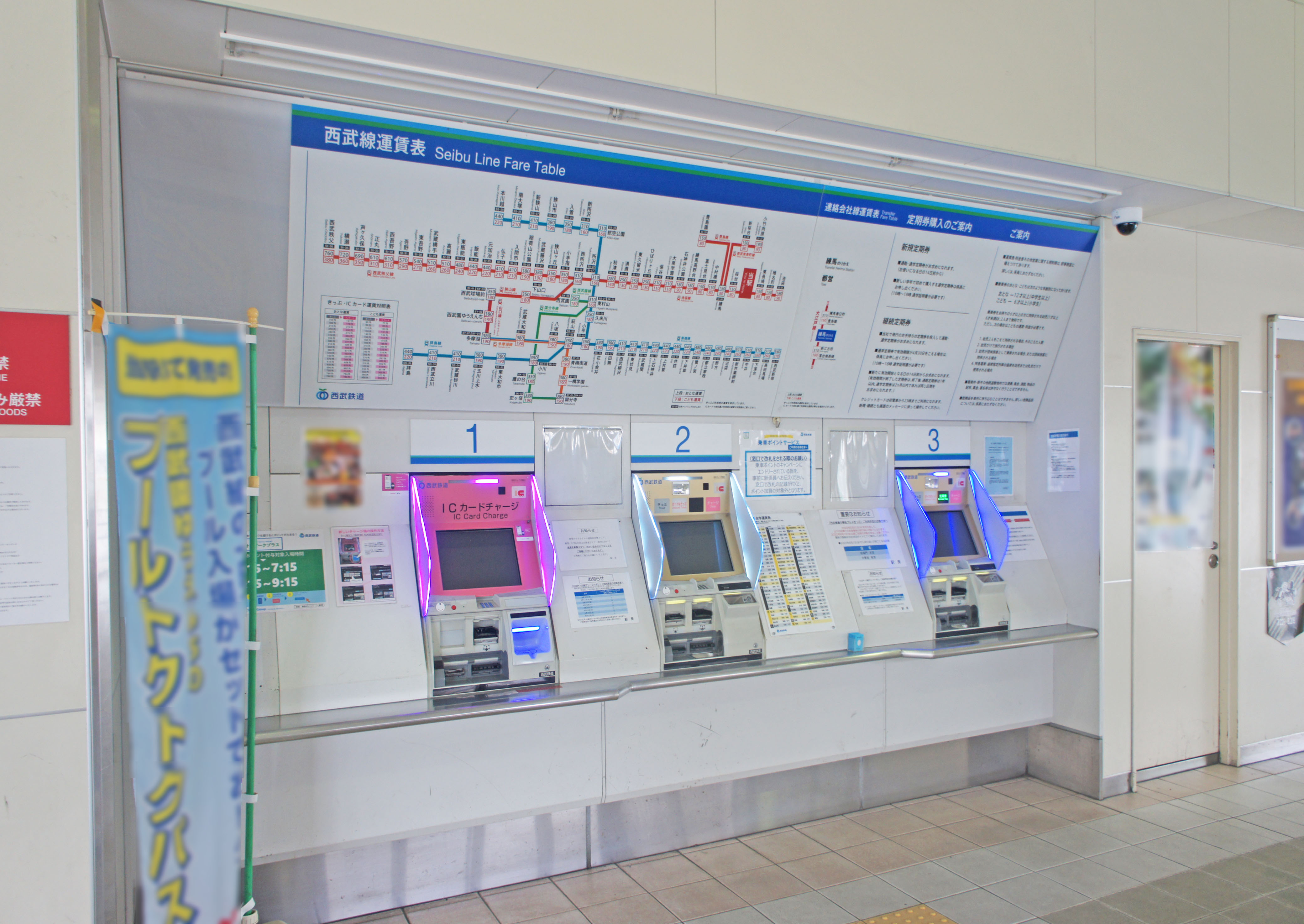
自動券売機（2022年7月）
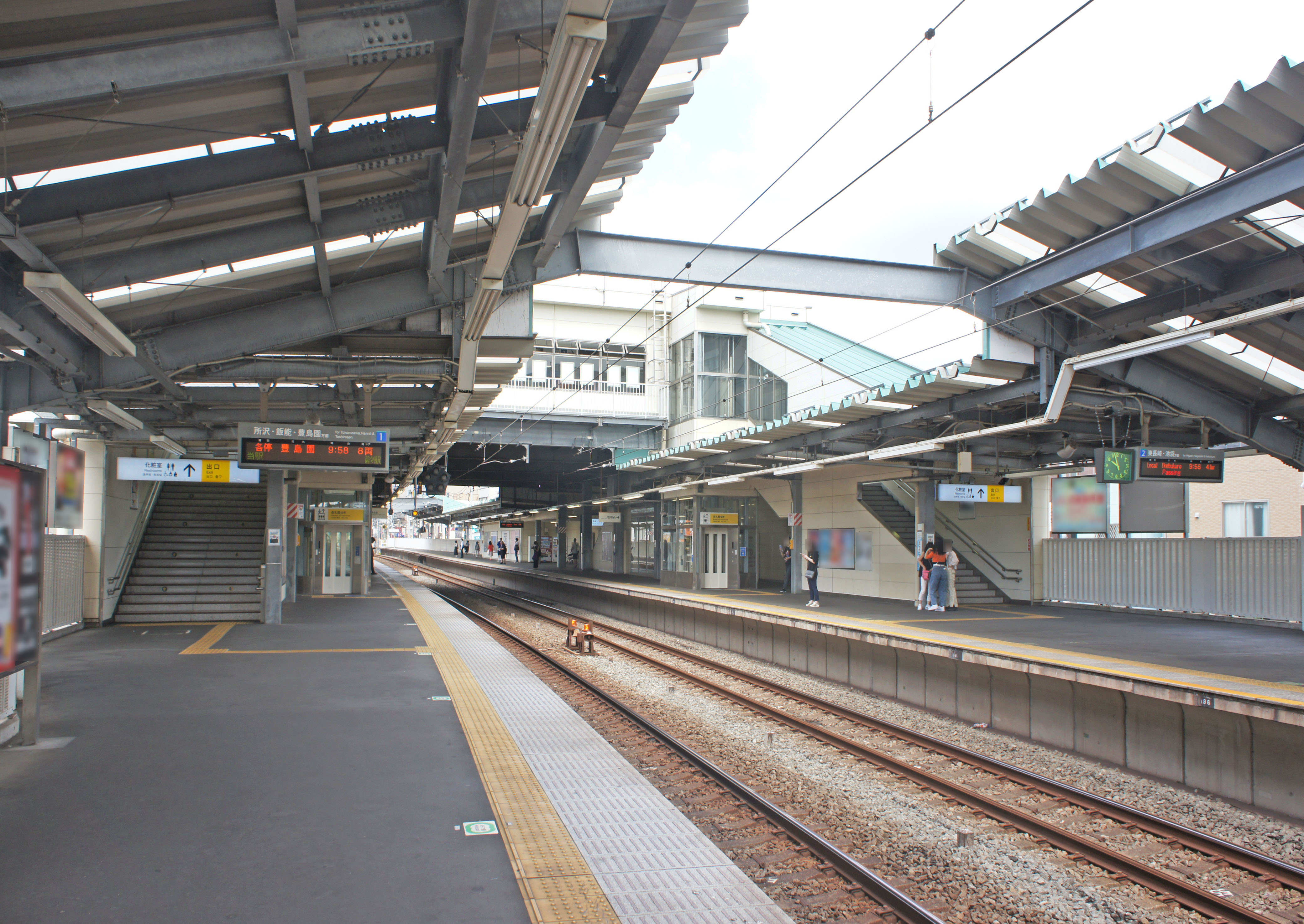
ホーム（2022年7月）

### 駅舎改築について
2008年度から、駅舎の改築（橋上駅舎化、南北自由通路の設置、エレベーター・エスカレーター設置などによるバリアフリー化）と当駅周辺の再開発事業が行われた。これにより、当駅の構造・配線は島式ホーム2面4線から相対式ホーム2面2線に変更された。また、改築に伴い生じた余地が駅前広場の整備や道路の拡幅などに充当された。
2010年1月9日より橋上駅舎本体の供用が開始され、改札内コンコースとホームとを連絡するエレベーターとエスカレーターが新設されたほか、コンビニエンスストア「TOMONY」が営業を開始したが、この時点では出入口は仮設で、旧駅舎と跨線橋の撤去と出入口と改札外コンコースを連絡するエレベーター・エスカレーターの新設、屋上と壁面の緑化などを行い、同年末に完成した。なお、駅周辺再開発を含めた全体の完工は2011年度の予定である。国および練馬区と共同で実施する「駅・まち一体改善事業」として行われる。
この工事に関しては、2007年7月に西武鉄道と練馬区によって設立された事業主体の江古田駅整備株式会社に対し、国と区から鉄道駅総合改善事業として費用の一部が補助されている。なお、この事業では駅周辺に所在する武蔵大学、日本大学藝術学部、武蔵野音楽大学からのアイデアがデザインの一部に採用された。

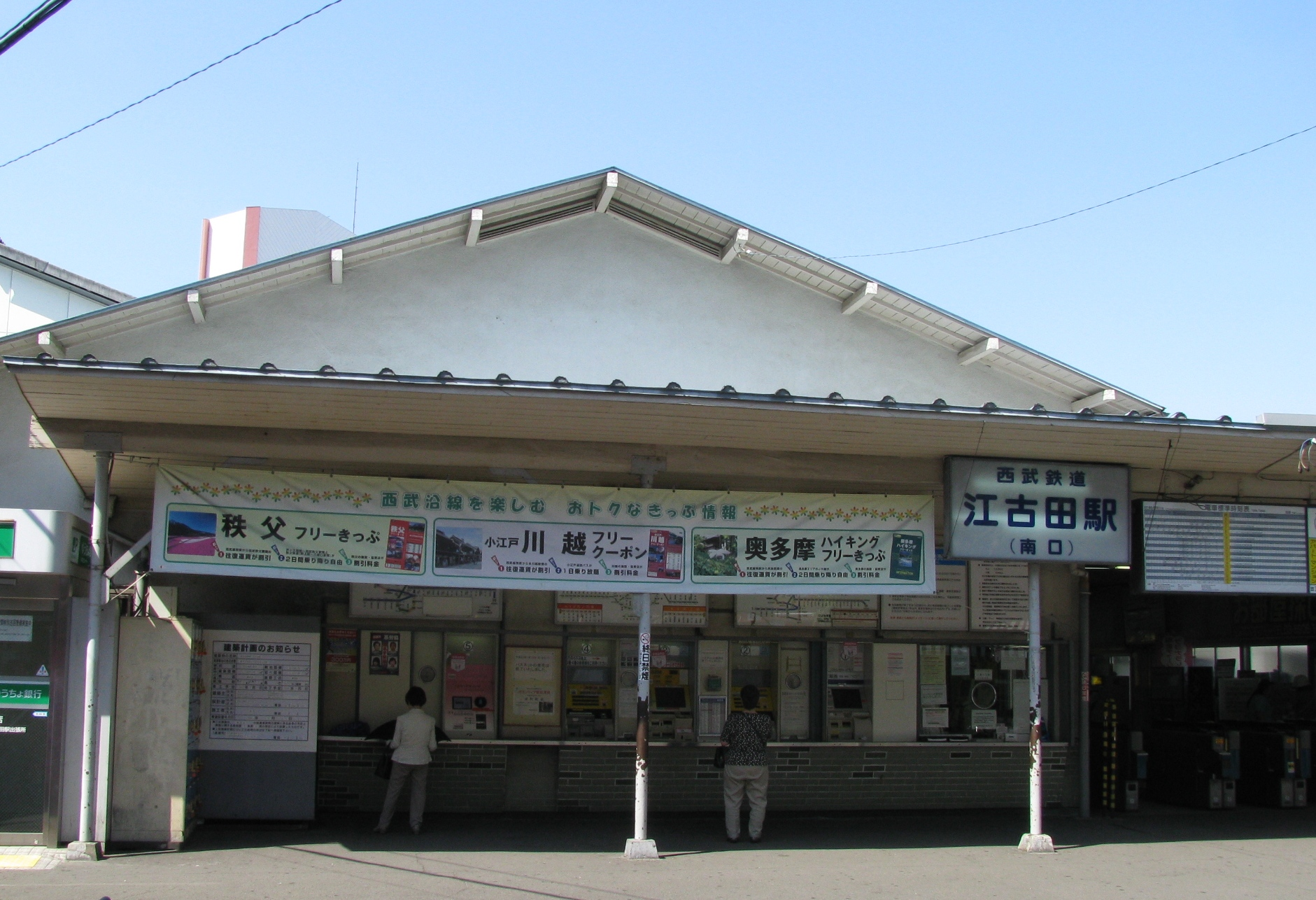
旧南口駅舎（2008年5月）
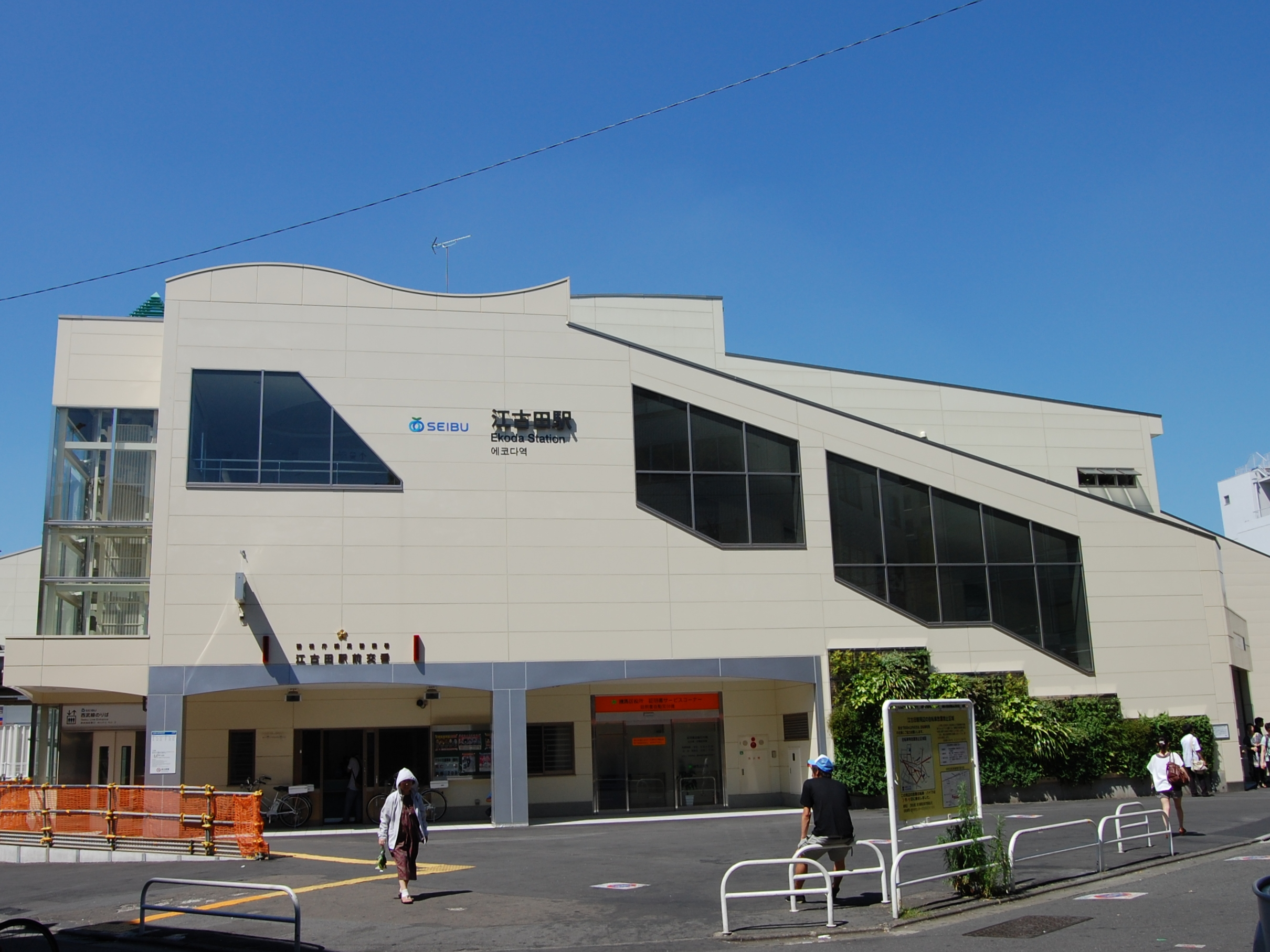
駅前広場造成前の南口（2011年7月）
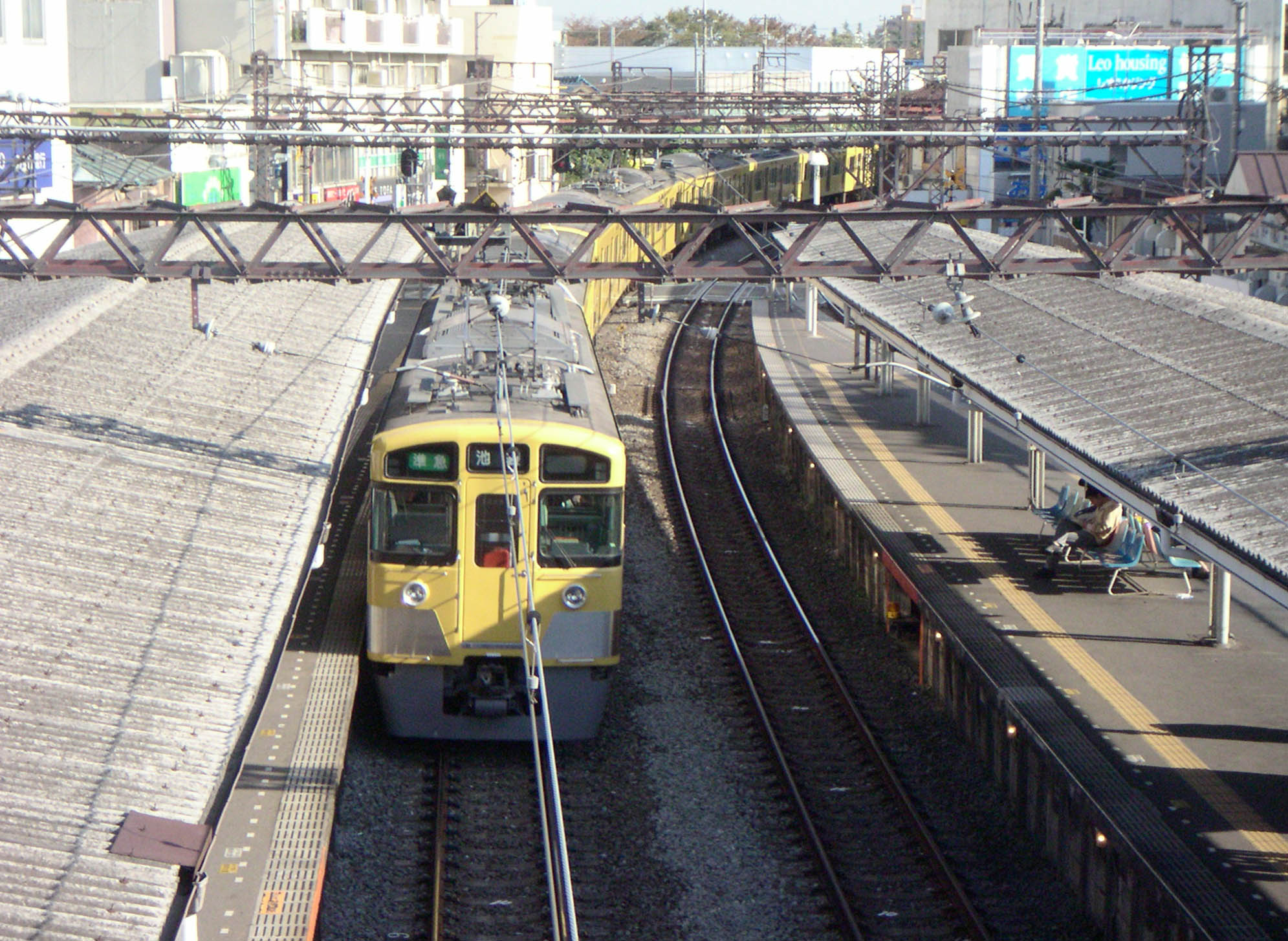
跨線橋より池袋方面を望む（2005年11月）
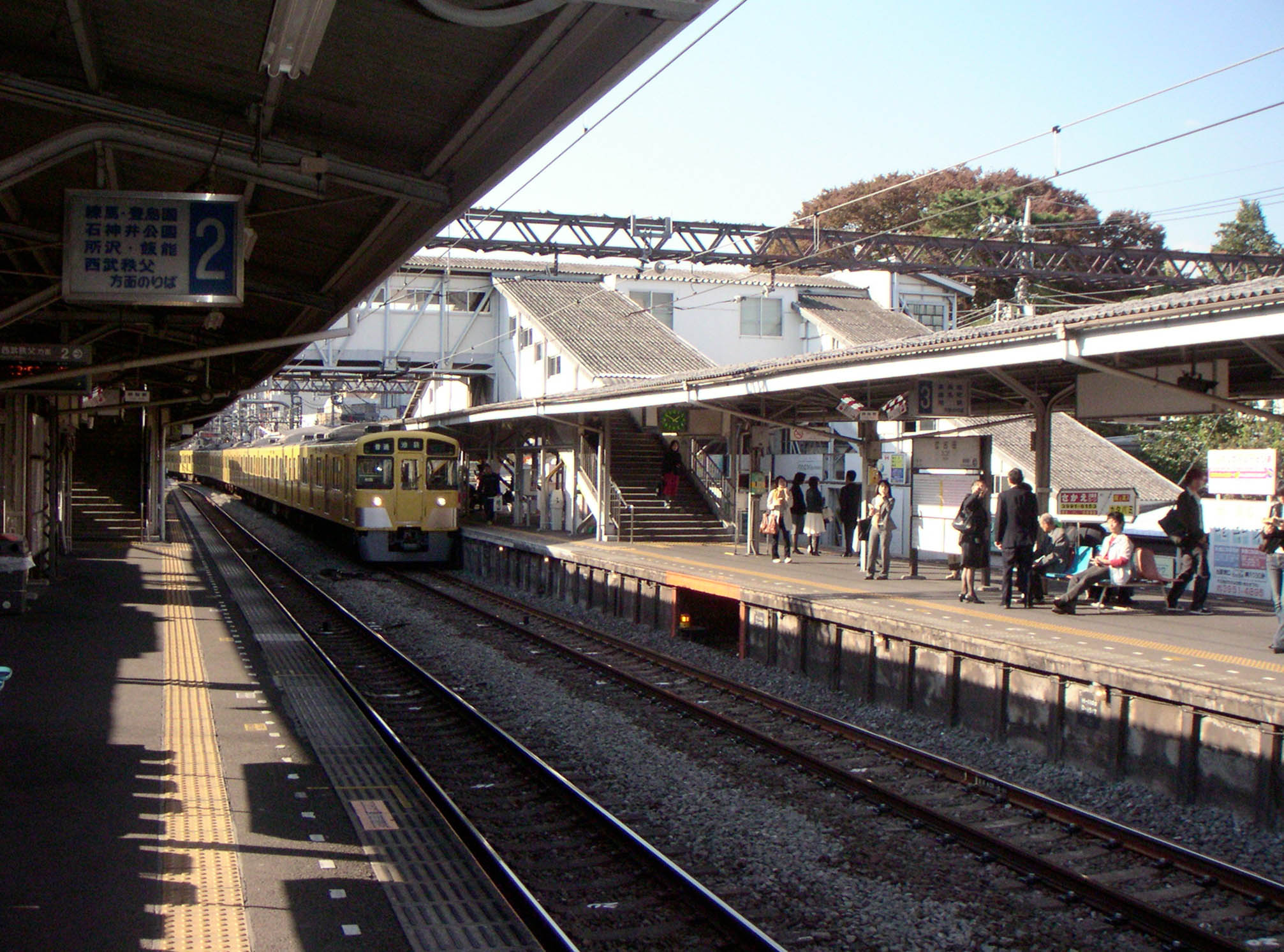
下りホームより上りホームを望む（2005年11月）

## 利用状況
2024年（令和6年）度の1日平均乗降人員は32,177人であり、西武鉄道全92駅中27位。1980年代までは乗降人員が6万人を越えており、池袋線の普通列車のみ停車する駅で乗降人員が多い時期もあったが、都営地下鉄大江戸線の開業等により減少傾向が続いた。
近年の1日平均乗降・乗車人員の推移は下記の通り。
| 年度               | 1日平均 乗降人員 | 1日平均 乗車人員 | 出典     |
| ------------------ | ---------------- | ---------------- | -------- |
| 1990年（平成02年） |                  | 24,622           | [ * 1 ]  |
| 1991年（平成03年） |                  | 25,208           | [ * 2 ]  |
| 1992年（平成04年） |                  | 24,928           | [ * 3 ]  |
| 1993年（平成05年） |                  | 24,559           | [ * 4 ]  |
| 1994年（平成06年） |                  | 24,219           | [ * 5 ]  |
| 1995年（平成07年） |                  | 23,478           | [ * 6 ]  |
| 1996年（平成08年） |                  | 23,356           | [ * 7 ]  |
| 1997年（平成09年） |                  | 22,674           | [ * 8 ]  |
| 1998年（平成10年） |                  | 20,521           | [ * 9 ]  |
| 1999年（平成11年） |                  | 19,962           | [ * 10 ] |
| 2000年（平成12年） |                  | 19,556           | [ * 11 ] |
| 2001年（平成13年） |                  | 18,849           | [ * 12 ] |
| 2002年（平成14年） | 37,834           | 18,449           | [ * 13 ] |
| 2003年（平成15年） | 37,607           | 18,322           | [ * 14 ] |
| 2004年（平成16年） | 36,628           | 17,815           | [ * 15 ] |
| 2005年（平成17年） | 36,169           | 17,553           | [ * 16 ] |
| 2006年（平成18年） | 35,800           | 17,351           | [ * 17 ] |
| 2007年（平成19年） | 36,149           | 17,581           | [ * 18 ] |
| 2008年（平成20年） | 35,590           | 17,384           | [ * 19 ] |
| 2009年（平成21年） | 34,527           | 16,886           | [ * 20 ] |
| 2010年（平成22年） | 32,808           | 16,469           | [ * 21 ] |
| 2011年（平成23年） | 32,942           | 16,516           | [ * 22 ] |
| 2012年（平成24年） | 33,535           | 16,799           | [ * 23 ] |
| 2013年（平成25年） | 34,045           | 17,063           | [ * 24 ] |
| 2014年（平成26年） | 33,045           | 16,532           | [ * 25 ] |
| 2015年（平成27年） | 32,396           | 16,189           | [ * 26 ] |
| 2016年（平成28年） | 33,133           | 16,545           | [ * 27 ] |
| 2017年（平成29年） | 34,629           | 17,277           | [ * 28 ] |
| 2018年（平成30年） | 34,021           | 16,951           | [ * 29 ] |
| 2019年（令和元年） | 35,267           | 17,585           | [ * 30 ] |
| 2020年（令和02年） | 20,042           |                  |          |
| 2021年（令和03年） | 24,432           |                  |          |
| 2022年（令和04年） | 28,785           |                  |          |
| 2023年（令和05年） | 30,837           |                  |          |
| 2024年（令和06年） | 32,177           |                  |          |

## 駅周辺
複数の学校が立地する東京の代表的な学生街の一つである。

### 北口
- 武蔵野音楽大学 江古田キャンパス
- 日本大学芸術学部・大学院芸術学研究科（通称「日芸」）
- 東京都立豊島高等学校
- 練馬区立旭丘小学校
- 練馬区立旭丘中学校
- 練馬東税務署
- 練馬区栄町敬老館・練馬区栄町児童館
- みずほ銀行 江古田支店
- 江古田銀座商店街
- 松屋フーズ 江古田店 - 1968年に開業した松屋1号店[注釈 2]。
- 江古田斎場
- 浅間神社
- 西武有楽町線 新桜台駅 - 当駅から北西へ約500m。
- 東京地下鉄（東京メトロ）有楽町線・副都心線、西武有楽町線 小竹向原駅 - 当駅から北東へ約900m。

### 南口
- 学校法人根津育英会武蔵学園
  - 武蔵大学 江古田キャンパス
  - 武蔵中学校・高等学校
- 聖書キリスト教会
- 東京都医療保健協会 練馬総合病院
- 練馬旭丘郵便局
- きらぼし銀行 江古田支店
- 巣鴨信用金庫 江古田支店
- 江古田銀座商店街
- 江古田ストアハウス
- カラオケ館 江古田店 - 1990年にオープンした第1号店。
- フレックステイイン江古田
- 都営地下鉄大江戸線 新江古田駅 - 当駅から南南西へ約600m。

### 主要な道路
- 東京都道318号環状七号線（通称：環七通り）
- 東京都道439号椎名町上石神井線（通称：千川通り）

## バス路線
駅から少し離れた千川通り上に停留所がある。関東バスは「江古田駅」、都営バスと国際興業バスは「江古田二又」と名乗る。
のりば1
- 中12・中28・中41：中野駅行（関東バス）※「中28」系統は運休中
- 丸山営業所行（関東バス）

のりば2
のりば番号については関東バス公式サイト「関東バスナビ」で表示されている便宜上の番号であり、実際は何も表記されていない。
- 白61：練馬車庫前行・練馬駅行（都営バス）
- 練68：練馬駅行（平日のみ）（都営バス）
- 中43：中野駅行（関東バス）（平日の深夜バスのみ）
- 丸山営業所行（関東バス）（平日の深夜バスのみ）

番号なし
- 白61：新宿駅西口行・目白駅前行・山吹町行（都営バス）
- 池07：サンシャインシティ南行（国際興業バス）

## 駅名・地名について
当駅の名称は、当駅周辺のかつての地名「江古田町」に由来している。
当駅の読み方は「えこだ」である。これに対し、同じく「江古田」と表記する都営大江戸線の新江古田駅は「しんえごた」および同駅周辺の地名「中野区江古田」は「えごた」と読む（江古田駅周辺のかつての地名「江古田町」も「えごた」と読んだ）。なぜそのような違いが生じたか、詳しい理由は不明である。
元々駅周辺は、現在の中野区江古田を含む「多摩郡江古田村」の新田として開発された場所（江古田新田）である。しかし、江古田新田は豊島郡上板橋村に属したため、明治以降の合併先が異なることとなり、江古田村は中野区の、江古田新田は板橋区（後に練馬区）の一部となった。

## 江古田駅関連の作品

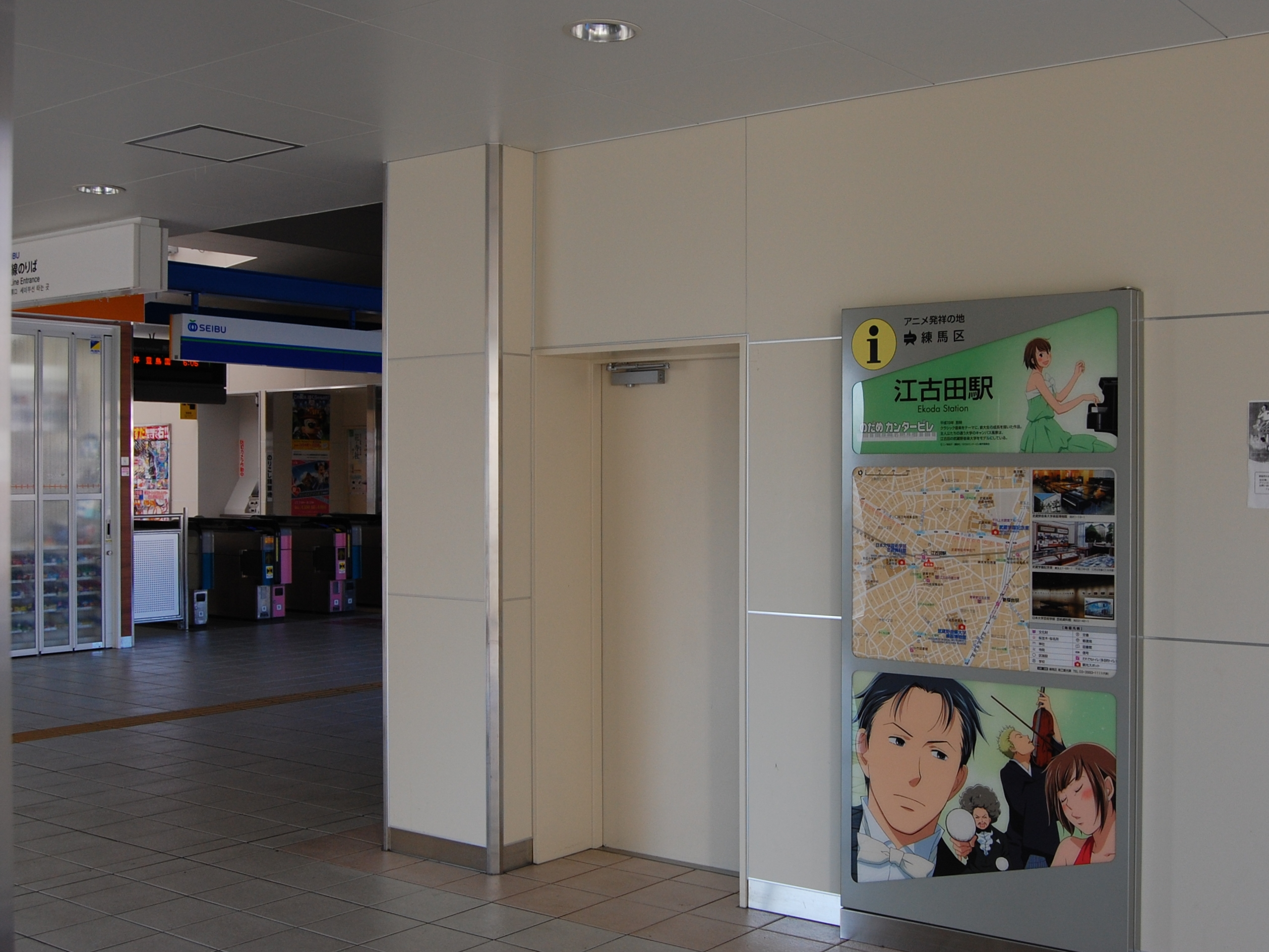
駅舎内の『のだめカンタービレ』がデザインされた周辺案内図（2011年7月）

- 歌「江古田スケッチ」（1978年発売　竹内緑郎と旅行かばん・ビクター SF-6036） - 当駅周辺での4年間の学生生活の思い出を歌った作品。近隣の喫茶店や大学が歌い込まれている。
- 映画『Shall we ダンス?』（1996年、周防正行監督・役所広司主演） - 撮影地として使われた。役所が1番ホームからダンススクールを見やる場面など。
- テレビドラマ『アフリカの夜』（1999年、フジテレビ） - 撮影地として駅前の栄町本通り商店街が使われた。
- 漫画『究極超人あ～る』(1985年 - 1987年、ゆうきまさみ・小学館『週刊少年サンデー』連載） - 作中に江古田界隈の風景が登場する。劇中では「練馬区諫坂」という架空の地名が用いられており、当駅と桜台駅の間に「諫坂駅」という駅も存在している。
- 漫画『臨死!!江古田ちゃん』（2005年 - 2014年、瀧波ユカリ・講談社『月刊アフタヌーン』連載・既刊８巻） - 駅近くに住む主人公「江古田ちゃん」の生活を描いた作品。
- 漫画『春よ、来い』（咲香里の青年漫画。講談社『ヤングマガジンアッパーズ』連載） - 主人公の下宿先（妹と同居）が当駅周辺であり、大学もその周辺の設定。この駅と、のちにバイト先として北口にあるサンクス江古田栄町店などが登場する。
- 漫画『のだめカンタービレ』（2001年 - 2010年、二ノ宮知子・講談社『Kiss』連載・既刊21巻） - 原作に登場する“桃ヶ丘音楽大学”のモデルとなったのが武蔵野音楽大学江古田キャンパスである。
- 漫画『少女ファイト』 （2006年 - 、日本橋ヨヲコ・講談社『イブニング』連載） - 作中に江古田駅やその周辺の風景が多く描かれている。

## 隣の駅
西武鉄道
 池袋線（豊島線直通を含む）
■快速急行・■急行・■通勤急行・■快速・■通勤準急・■準急
通過
■各駅停車
東長崎駅 (SI03) - 江古田駅 (SI04) - 桜台駅 (SI05)